# استان بوجومبورا
استان بوجومبورا (به لاتین: Bujumbura Rural Province) یک منطقهٔ مسکونی در بوروندی است که در بوروندی واقع شده‌است. استان بوجومبورا ۱٬۳۱۹٫۱۲ کیلومتر مربع مساحت و ۷۳۰٬۰۰۰ نفر جمعیت دارد.